# Гелло
Гелло (др.-греч. Γελλώ) — ведьма, основным занятием которой было похищение детей, в древнегреческой мифологии. По легенде, с ней было связано множество случаев похищения детей. По некоторым мифам, Гелло была людоедкой и использовала похищенных детей в качестве еды. Иногда Гелло в эллинской демонологической традиции связывали с Гекатой, богиней магии и колдовства.

## Статьи
- Гелло на сайте «Энциклопедия вымышленных существ»